# Preludio a Colón
Preludio a Colón, para soprano, cuarteto de cuerda, flauta, guitarra de cuarto de tono, y arpa de dieciséis tonos, es una pieza de Julián Carrillo de 1922. El título está relacionado con las propuestas del método de empleo de microtonos (unidades de una escala musical no tradicional, cuya magnitud es menor al semitono) de su propia invención, sintetizadas en la propuesta del Sonido 13 de Carrillo. De hecho, fue la primera composición de Carrillo en demostración de sus teorías musicales.
Fue grabada en Columbia Records en 1933 por Ángel Reyes, principal violinista del Grupo Sonido 13 de La Habana.

## Grabaciones
- Ángel Reyes (1933).
- American Festival of Microtonal Music Ensemble (2004).